# 백도 (천문학)

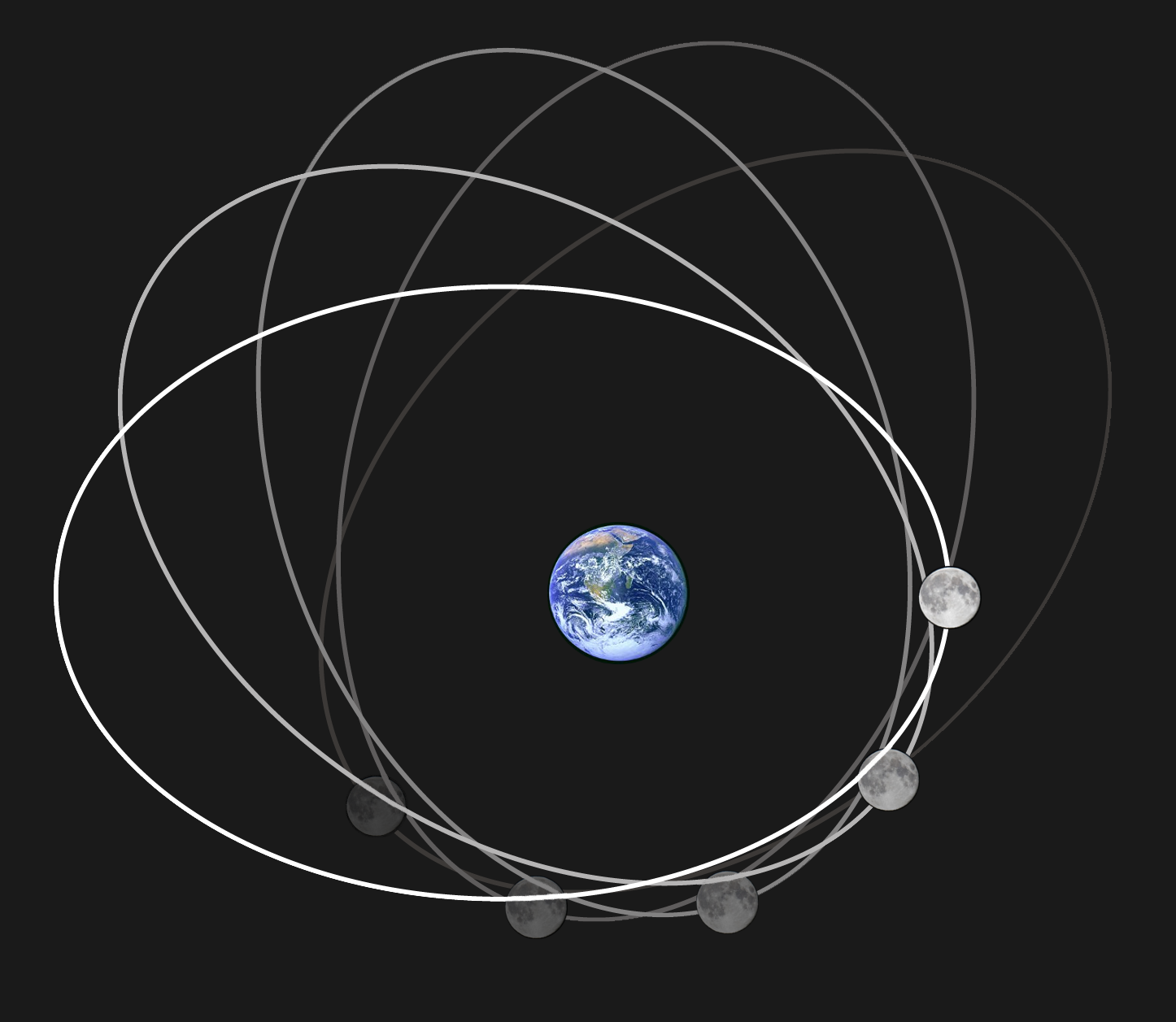
달이 지구의 주위를 공전할 때의 궤도

백도(白道)란 천구상에서 달이 지나는 경로를 말한다. 백도는 황도와 약 5˚8' 정도 기울어져 있으며, 달이 백도를 한 번 왕복하는 기간은 약 27.3일 정도이다. 또한 백도상의 달의 위치에 따라 달의 모습이 초승달에서 보름달로 바뀌는 등 달의 위상이 조금씩 변화하는 차이가 있으며, 우연히 달이 태양을 가리는 개기 일식과 부분 일식이 일어나거나 달이 지구 그림자 속에 들어가는 개기 월식이 일어나기도 한다.
백도는 18년 11일의 주기로 황도에 대하여 시계 방향으로 세차운동을 하는데, 이 주기를 사로스 주기라고 한다. 백도와 황도가 만나는 승교점에서 일식 또는 월식이 나타난다.

## 같이 보기
- 황도
- 적도